# Sportforum Chemnitz
Sportforum Chemnitz – wielofunkcyjny stadion w Chemnitz, w Niemczech. Został otwarty 11 lipca 1926 roku. Może pomieścić 19 220 widzów.
Stadion został zainaugurowany 11 lipca 1926 roku, choć już pięć lat wcześniej w jego miejscu zorganizowano prowizoryczne boisko. Obiekt istniał wówczas pod nazwą Südkampfbahn. W latach 1935–1938 stadion został znacząco rozbudowany i zyskał nową nazwę – Großkampfbahn. 18 września 1938 roku obiekt został ponownie otwarty, a na inaugurację odbył się mecz towarzyski Niemcy – Polska (4:1), który obejrzało z trybun 60 000 widzów. Reprezentacja Niemiec rozegrała na tym obiekcie jeszcze jedno spotkanie, 3 grudnia 1939 roku ze Słowacją (3:1), później w latach 1956–1990 również reprezentacja NRD grała na tym stadionie, rozgrywając tu łącznie 9 spotkań. Od 1950 roku obiekt nazywał się Ernst-Thälmann-Stadion, a obecną nazwę zyskał po zjednoczeniu Niemiec. W przeszłości na obiekcie swoje spotkania rozgrywały kluby Chemnitzer BC i Chemnitzer FC (obecnie grający na Stadion an der Gellertstraße).